# 列别金斯基环形山
列别金斯基环形山（Lebedinskiy）是月球背面赤道区一座大型撞击坑，约形成于早雨海世，其名称取自苏联天体物理学家及地球物理学家亚历山大·伊格纳季耶维奇·列别金斯基（1913年-1967年），1970年被国际天文联合会正式批准接受。

## 描述

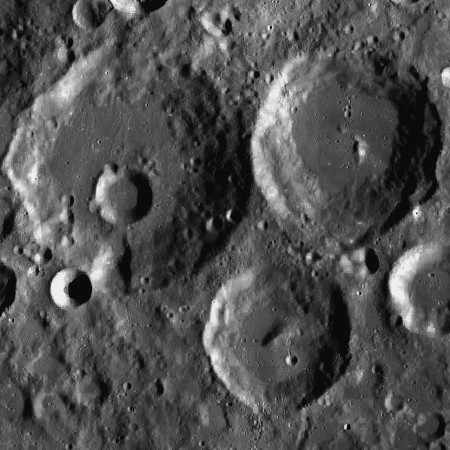
图中右上为列别金斯基环形山、右下是卫星坑列别金斯基 P，左边是茹科夫斯基环形山。

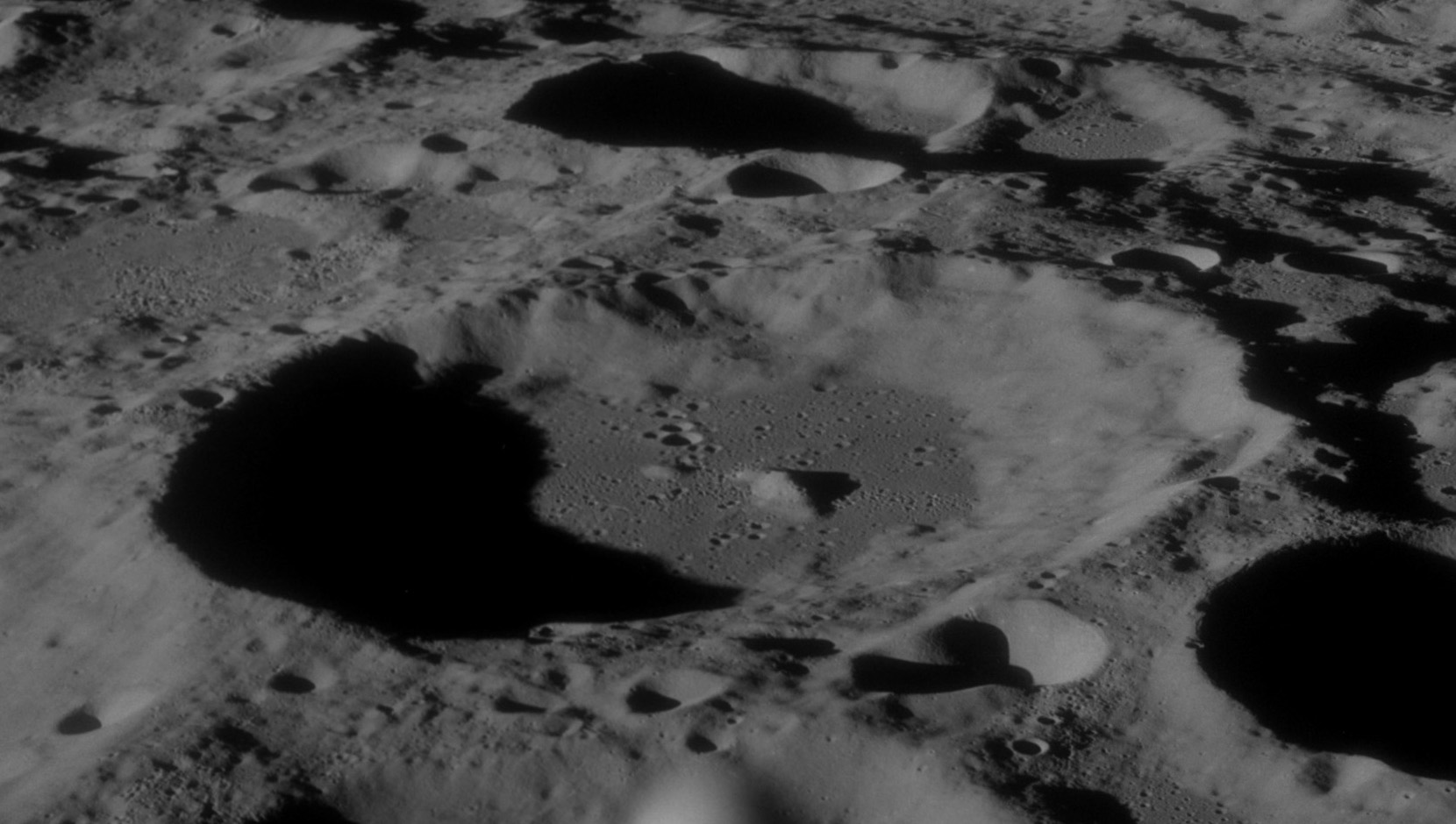
阿波罗11号拍摄的斜视图

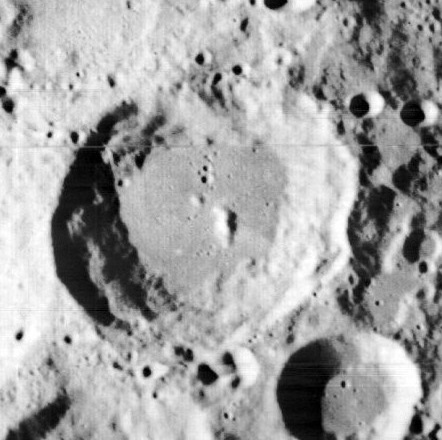
月球轨道器1号拍摄的图像

该陨坑西接茹科夫斯基环形山、北邻麦克马思环形山、雷蒙环形山坐落在它的东北、东南偏东为恩格尔伽特陨石坑；康格里夫环形山则横亘在南面。该环形山的中心月面坐标为8°18′N 164°18′W / 8.3°N 164.3°W，直径63.4公里，深度2.7公里。
列别金斯基环形山外观接近圆状，磨损程度一般。外侧坡较为平缓，除北侧紧挨有一群小撞击坑外，其余边缘线相对清晰；陨坑内侧坡宽窄情况不一，南侧最宽，而北、西二侧则有阶地结构痕迹；坑壁平均高出周边地形1220米，内部容积约为3300公里³。碗状的坑底大体平坦，北部分布着一群小陨坑，中心点偏东坐落着一座低矮的中央峰。
列别金斯基环形山位于狄利克雷-杰克逊盆地的西南面。

## 卫星陨石坑

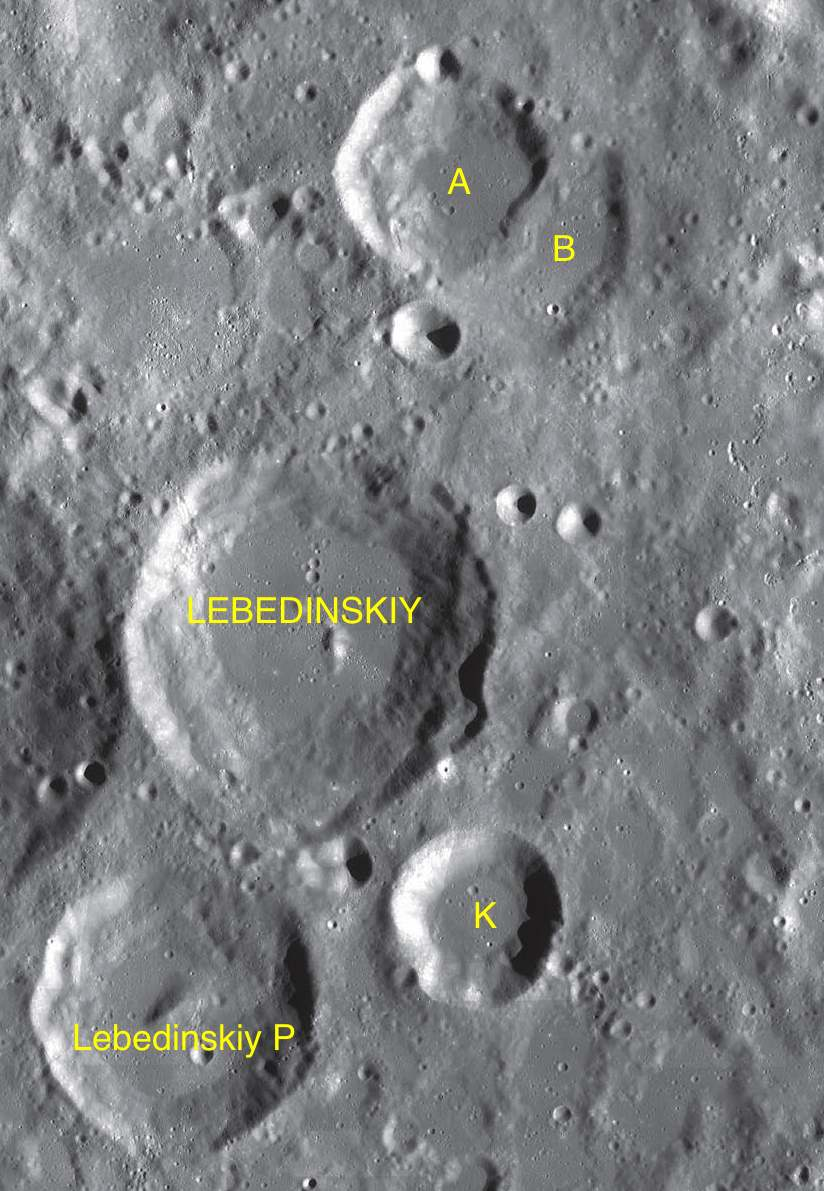
LAC-69 月图

按惯例，最靠近列别金斯基环形山的卫星坑在月图上以字母标注在该坑中心点的旁边。
| 列别金斯基 | 纬度    | 经度     | 直径    |
| ---------- | ------- | -------- | ------- |
| A          | 10.9° N | 163.7° W | 38 公里 |
| B          | 10.5° N | 163.2° W | 37 公里 |
| K          | 6.6° N  | 163.3° W | 29 公里 |
| P          | 6.0° N  | 165.0° W | 51 公里 |

- 卫星坑列别金斯基 A形成于酒海纪[1]；
- 卫星坑列别金斯基 K和列别金斯基 P形成于早雨海世[1]。